# Regiones históricas de Dinamarca

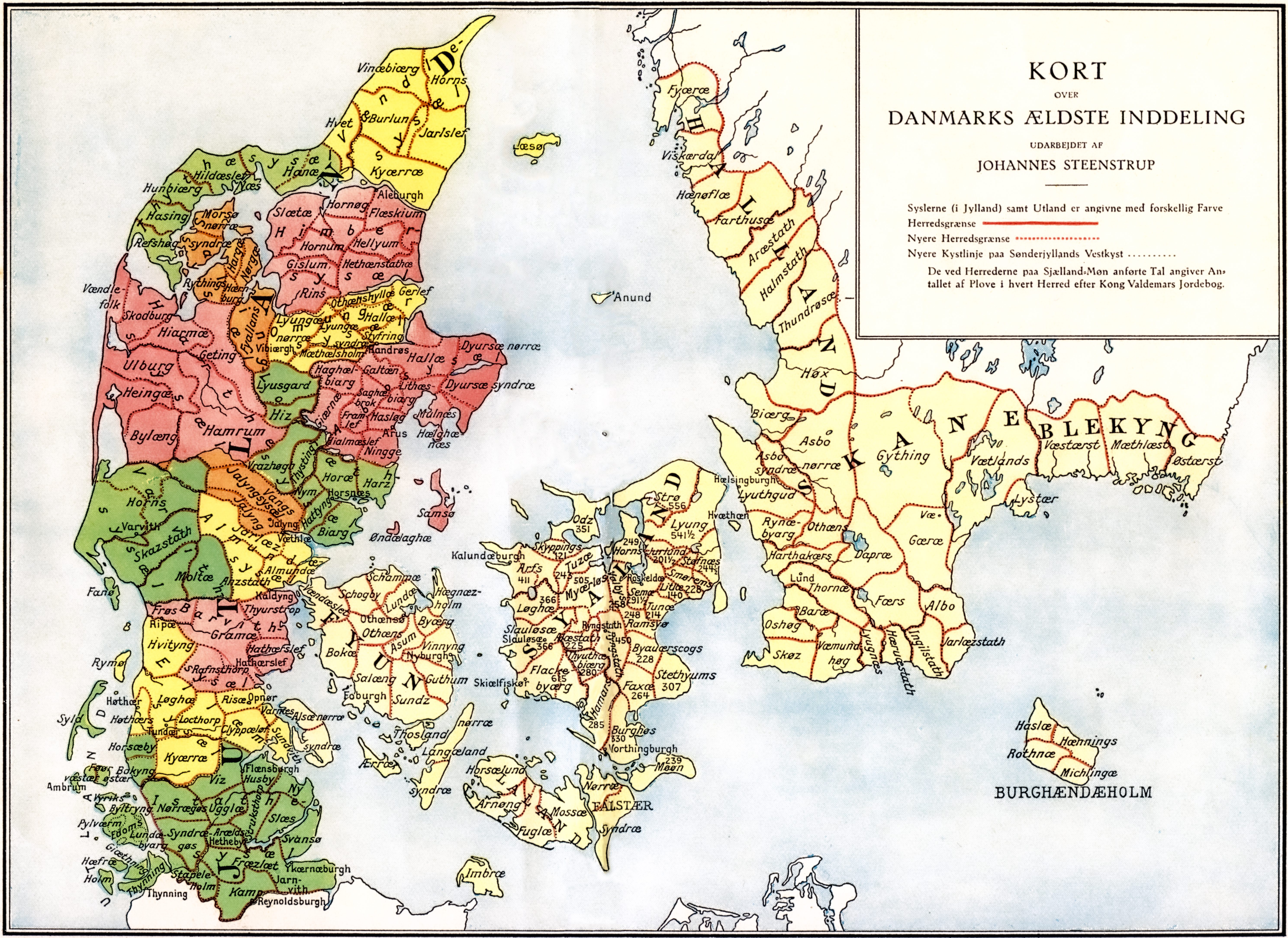
División administrativa de Dinamarca en la época medieval que muestra los herreder y sysler. Todo el país se dividió en herreder, que se muestran delimitadas en rojo. Las áreas coloreadas muestran divisiones de Jutlandia en sysler. Las cuatro sysler eclesiásticas de Selandia no están incluidas.

Las tres regiones de Dinamarca compusieron históricamente el Reino de Dinamarca desde su unificación y consolidación en el siglo IX:
- Selandia (Sjælland) y las islas al sur de la misma, con Roskilde como centro.
- Jutlandia (Jylland), la península occidental, y la isla de Fionia, con Viborg como centro.
- Escania (Skåneland) en la península escandinava, con Lund como centro

Cada una de las tierras conservaron su propio þing y las leyes estatutarias hasta la Baja Edad Media (Ley de Jutlandia, Ley de Selandia y Ley de Escania). Aunque Dinamarca era un reino unificado, la costumbre de rendir homenaje al Rey en las tres asambleas individuales permaneció. Un remanente es la actual división de Dinamarca en dos distritos de tribunal supremo, el tribunal supremo del Este y el del Oeste.
Durante el siglo XIX, Selandia y Fionia se unieron administrativamente como Østifterne con una asamblea provincial en Roskilde. Jutlandia, Las Islas y Bornholm sigue siendo una subdivisión informal que todavía se utiliza, sobre todo en meteorología y estadísticas públicas. Bornholm es la única parte que representa Escania después de que el resto de la región pasase a manos de Suecia en el Tratado de Roskilde de 1658.
En las últimas décadas, la división menos específica entre Dinamarca Oriental y Occidental también ha llegado a ser común, por ejemplo, cuando se describen patrones logísticos, econónmicos y los políticos. Fionia puede incluirse tanto en la parte oriental como en la occidental del país, siendo la línea divisoria bien el Gran Belt, o bien el Pequeño Belt.